# Plagiochilion intermedium
Plagiochilion intermedium là một loài rêu trong họ Plagiochilaceae. Loài này được R.M. Schust. mô tả khoa học đầu tiên năm 1980.